# Skattefridagen
Skattefridagen är ett begrepp som syftar på den dag under året då en genomsnittlig löntagare tjänat in så mycket som den förväntas betala i skatt för året. Skattefridagen är ett mått på skattekvoten, presenterad i form av ett datum. Andemeningen är att det är först från skattefridagen som löntagaren arbetar för sig själv, snarare än för stat och kommun, och dagen högtidlighålls därför som en temadag i många länder av organisationer som verkar för lägre skatt och en större sparsamhet med statens medel. Syftet med temadagen är bland annat att påvisa en i förhållande till andra länder hög skattenivå, eller för att synliggöra hur stor del av den totala lönen som faktiskt betalas i skatt.
Begreppet infördes 1948 under namnet Tax Freedom Day av den amerikanske affärsmannen Dallas Hostetler, som varumärkesskyddade frasen och 1971 förde över rättigheterna till stiftelsen Tax Foundation. Begreppet har sedan dess spritts till många länder.

## Skattefridagen i Sverige
I Sverige beräknar Skattebetalarnas förening när skattefridagen infaller, och har gjort så sedan 1971. Beräkningsgrunden inkluderar inkomstskatt, arbetsgivaravgifter, moms och punktskatter under året.

### Skattefridagen genom åren i Sverige
- 17 juli 2023[3]
- 18 juli 2022[4]
- 18 juli 2021[5]
- 18 juli 2020[6]
- 18 juli 2019[7]
- 19 juli 2018[8]
- 16 juli 2014[9]
- 18 juli 2013[10]
- 18 juli 2012
- 20 juli 2011[11]
- 20 juli 2010[2]
- 23 juli 2009[12]
- 29 juli 2008[13]
- 29 juli 2007[14]
- 7 augusti 2006[15]
- 10 augusti 2005
- 10 augusti 2004
- 8 augusti 2003
- 7 augusti 2002
- 10 augusti 2001

## Övriga länder
Begreppet förekommer i många länder. I Norge används det av Skattebetalerforeningen och i Storbritannien av Adam Smith Institute.
| Land           | Dag på året | % Skattetryck | Datum    | Uppdaterad | Källa                                                     | Referens |
| -------------- | ----------- | ------------- | -------- | ---------- | --------------------------------------------------------- | -------- |
| Indien         | 74          | 20%           | 14 mars  | 2000       | Centre for Civil Society                                  |          |
| Australien     | 112         | 30,7%         | 22 april | 2008       | Centre for Independent Studies                            |          |
| USA            | 99          | 26,9%         | 9 april  | 2010       | Tax Foundation                                            |          |
| Estland        | 114         | 31,1%         | 24 april | 2007       | Eesti Maksumaksjate Liit (Estonian Taxpayers Association) |          |
| Sydafrika      | 132         | 36%           | 12 maj   | 2008       | Free Market Foundation                                    |          |
| Uruguay        | 133         | 38,6%         | 13 maj   | 2010       | CPA Ferrere                                               |          |
| Ungern         | 140         | 38%*          | 20 maj   | 2008       | Hungarian Central Statistic Institute                     |          |
| Nya Zeeland    | 141         | 39%           | 21 maj   | 2008       | Staples Rodway                                            |          |
| Spanien        | 141         | 39%           | 21 maj   | 2008       | Institución Futuro                                        |          |
| Slovakien      | 142         | 38,8%         | 22 maj   | 2008       | Nadácia F.A.Hayeka                                        |          |
| Bulgarien      | 147         | 40%           | 27 maj   | 2009       | Novinite                                                  |          |
| Brasilien      | 147         | 40%           | 27 maj   | 2008       | Instituto Brasileiro de Planejamento Tributario           |          |
| Litauen        | 142         | 38,9%         | 23 maj   | 2009       | Lithuanian Free Market Institute                          |          |
| Storbritannien | 150         | 40,9%         | 30 maj   | 2010       | Adam Smith Institute                                      |          |
| Belgien        | 159         | 43,3%         | 8 juni   | 2009       | PwC                                                       |          |
| Tjeckien       | 161         | 44,1%         | 11 juni  | 2007       | Liberální institut                                        |          |
| Kroatien       | 161         | 43,7%         | 10 juni  | 2010       | Adriatic Institute for Public Policy                      |          |
| Kanada         | 157         | 42,6%         | 6 juni   | 2009       | Fraser Institute May 2, 2010                              |          |
| Polen          | 167         | 47,3%         | 14 juni  | 2008       | Centrum im. Adama Smitha                                  |          |
| Slovenien      | 174         | 47,8%         | 24 juni  | 2009       | Business daily Finance                                    |          |
| Tyskland       | 190         | 51,73%        | 8 juli   | 2008       | Bund der Steuerzahler                                     |          |
| Frankrike      | 197         | 53,6%         | 16 juli  | 2007       | Contribuables associés                                    |          |
| Israel         | 197         | 53,8%         | 15 juli  | 2008       | Jerusalem Institute for Market Studies                    |          |
| Sverige        | 200         | 54,6%         | 18 juli  | 2020       | Skattebetalarnas förening                                 |          |
| Norge          | 210         | 56,7%         | 29 juli  | 2007       | Skattebetalerforeningen                                   |          |